# Tim Cole

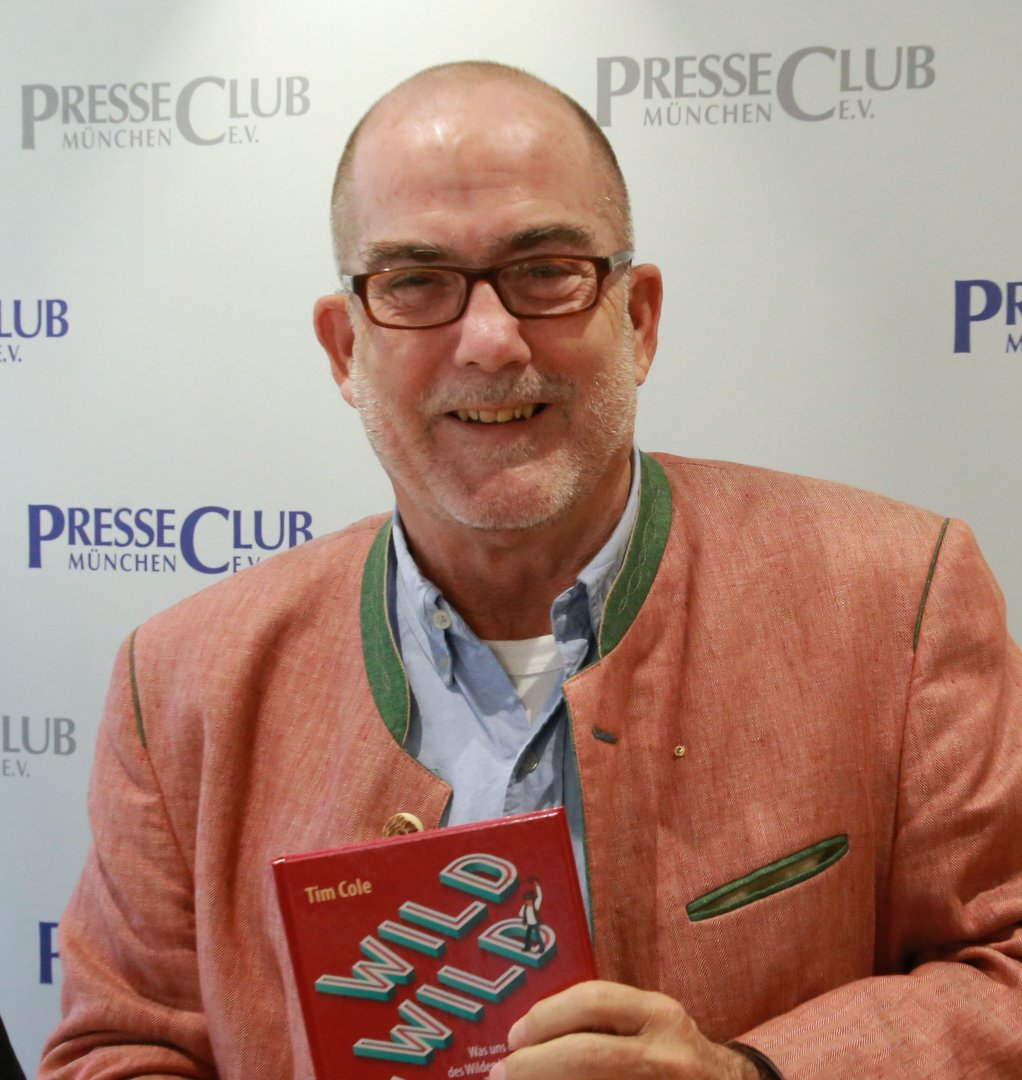
Tim Cole (Nov. 2018)

Tim Cole (vollständiger Name: Connor Timothy Cole; * 2. April 1950 in Moses Lake, Washington) ist ein deutsch-amerikanischer Internet-Publizist, Kolumnist und Autor.

## Leben
Tim Cole wurde als Sohn von Connor Garton Cole, einem US-Luftwaffenoffizier und evangelischer Militärgeistlicher, und Irene Elenore Cole aus Aachen geboren. Er verbrachte seine Kindheit in den USA, wo er aufgrund dienstbedingter Versetzungen des Vaters häufig umziehen musste, unter anderem nach Alaska, New Jersey, Texas, Montana, Kalifornien und Washington.
1961 kam er mit der Mutter und seinem Bruder Theodor Clifford Herbert Cole wieder nach Deutschland, wo er zunächst bei seinen Großeltern in Schwetzingen wohnte. Er besuchte das Hebel-Gymnasium in Schwetzingen sowie das Wirtschaftsgymnasium in Heidelberg. 1968 ging er zurück in die USA, wo er am Central Union High School in El Centro (Kalifornien), wohin sich sein Vater nach der Pensionierung zurückgezogen hatte, den Abschluss machte und sich an der University of Southern California (UCLA) einschrieb. Um der Wehrpflicht während des Vietnamkrieges zu entgehen, zog er 1969 erneut nach Deutschland. Er absolvierte ein Volontariat bei der Rhein-Neckar-Zeitung in Heidelberg absolvierte und setzte parallel dazu das Studium an der University of Maryland fort, wo er Geschichte und Politologie belegte. 1977 wurde ihm der Abschluss „Associate in Arts“ mit dem Zusatz summa cum laude verliehen.
Nach dem Volontariat ging Cole zu den Stuttgarter Nachrichten, wo er in der Lokalredaktion als Polizeireporter, stellvertretender Blattmacher und Ressortleiter Umweltschutz tätig war. Von 1976 bis 1978 war er in der Landesredaktion Baden-Württemberg der Bild-Zeitung beschäftigt. Er wechselte danach zu auto motor und sport ins Magazinressort. 1979 wechselte er als Textchef in die Gründungsredaktion der Zeitschrift Audio und übernahm ein Jahr später als leitender Redakteur die Aufgabe, die Schwesterzeitschrift stereoplay in Deutschland aufzubauen, die von der Motor Presse Stuttgart zunächst als Lizenzausgabe der gleichnamigen Zeitschrift des italienischen Verlags Editione Suono betrieben wurde.
1980 trennte sich Cole von der Motor Presse Stuttgart, begann eine Laufbahn als freier Journalist und schrieb unter anderem für die deutsche Ausgabe des Playboy sowie für das Diners Club Magazin und für eine Reihe anderer Auftraggeber. 1986 gründete er zusammen mit Gerhard Dolde und Hans-Jörg Schwab den CDS Verlag und entwickelte die Zeitschrift reisemobil international, die heute zu den führenden Magazinen für Reisemobile zählt, sowie den Branchendienst Reisemobil-Report.
1989 wurde Cole bei der Motor Presse Stuttgart Gründer und Direktor der „Redaktionsgruppe Multimedia“. In dieser Funktion trug er die Gesamtverantwortung für mehrere Zeitschriften des Verlags, darunter connect, Zounds (nach sechs Ausgaben eingestellt), video und videoaktiv, bei der er gleichzeitig Chefredakteur war. Unter seiner Ägide wurde das Magazin 1993 eingestellt. Zusätzlich koordinierte er die Aktivitäten des Verlags im Bereich der elektronischen Medien (damals z. B. btx) und war verantwortlich für den Aufbau des „Messlabors Multimedia“, das als interner Dienstleister die Titel der Gruppe technisch betreute.
1993 trennte sich die Motor Presse von Cole, der nach München zog, wo er sich als Internet-Journalist niederließ. Er war Gründer und Chefredakteur des ersten deutschsprachigen Branchendienstes Internet Report (IWT-Verlag) und schrieb für zahlreiche Wirtschafts- und PC-Magazine, darunter Capital und Computer Bild. 1998 übernahm er die Chefredaktion des Wirtschaftsmagazine Net Investor. Dort entwickelte er u. a. einen Börsenindex der führenden New Economy Unternehmen, den NICE Index, der jahrelang beim Fernsehsender n-tv regelmäßiger Teil der Wirtschaftsberichterstattung war.
1999 erschien sein Bestseller Erfolgsfaktor Internet im Econ-Verlag. In der Folge war Cole zunehmend als Referent und Vortragender zu Themen der New Economy und der digitalen Wirtschaft tätig. In den Jahren 2000 bis 2001 war er gemeinsam mit Ossi Urchs Moderator der Sendung eTalk, die von den Sendern n-tv und später n24 während der Computermesse CeBIT ausgestrahlt wurde.
2000 erschien das Buch Das Kunden-Kartell, das Cole gemeinsam mit dem Unternehmensberater Paul Gromball geschrieben hatte. Es beschreibt die „neue Macht des Kunden“ im Internet-Zeitalter.
2003 gründete Cole ein Beratungsunternehmen, das Medienschulungen und Kameratrainings für Führungskräfte organisiert.
2004 war Cole einer der Gründer der Analystengruppe Kuppinger Cole + Partner, die sich auf die Themen digitale Identität und Identity Management fokussiert. 2007 organisierte er mit seinen Partnern die European Identity Conference im Forum Deutsches Museum in München, das sich inzwischen zu einem bedeutenden Treffen der weltweiten Identity-Branche entwickelt hat. Als Kolumnist des Mittelstandsmagazins Profirma kommentierte er in der Kolumne Cole's Corner Entwicklungen in der Online-Szene sowie in der modernen Unternehmenspraxis.
2008 gründete er im Juni gemeinsam mit dem Web-Designer Alexander Broy, dem Autor Michael Kausch, dem Medienunternehmer Ossi Urchs und dem damaligen Herausgeber der Zeitschrift Computerwoche, Christoph Witte, das auf digitale Kultur spezialisierte Blog Czyslansky.
2016 wurde Tim Cole Chefredakteur von Smart Industry, einem Wirtschaftsmagazin, das sich auf das „Internet der Dinge“ spezialisiert, und über Technologien und aktuelle Markttrends berichtet. Des Weiteren ist Cole Autor des Smart Industry Blogs.
Cole lebt und arbeitet in Sankt Michael im Lungau.

## Veröffentlichungen
- Sommer-Drinks. Erfrischende Mixereien mit und ohne Alkohol. Gräfe und Unzer, München 1990, ISBN 3-7742-1451-4
- Einladung zur Happy Hour. Gräfe und Unzer, München 1996, ISBN 3-7742-2820-5
- Erfolgsfaktor Internet. Warum kein Unternehmen ohne Vernetzung überleben wird. Econ, München 1999, ISBN 3-430-11868-9
- Managementaufgabe Sicherheit. Schützen Sie Ihr Unternehmen gegen die Risiken im Online-Zeitalter. (mit Michael Matzer) Hanser, München/Wien 1999, ISBN 3-446-21226-4
- Das Kunden-Kartell. Die neue Macht des Kunden im Internet. (mit Paul Gromball) Hanser, München/Wien 2000, ISBN 3-446-21377-5
- Verkaufen für Techniker. Kunden verstehen, begeistern, überzeugen. BusinessVillage, Göttingen 2004, ISBN 3-934424-68-6
- Unternehmen 2020. Das Internet war erst der Anfang. Praxiskonzepte für den Mittelstand. Hanser, München/Wien 2010, ISBN 978-3-446-42162-2
- Digitale Aufklärung; Warum uns das Internet klüger macht (mit Ossi Urchs) Hanser, München/Wien 2013, ISBN 978-3-446-43673-2
- Hinter dem Bildschirm. Leben, Lieben und Sterben im Zeitalter des Internets. Forsthaus Verlag, St. Michael im Lungau 2013, ISBN 978-3-200-03214-9
- Digital Enlightenment Now! How the Internet is making us better and smarter and in the process changing just about everything around us! (mit Ossi Urchs) Forsthaus Verlag, St. Michael im Lungau 2015, ISBN 978-3-7347-6838-5
- Digitale Transformation: Warum Deutschland die digitale Zukunft verschläft und was jetzt zu tun ist Vahlen Verlag, München Oktober 2015, ISBN 978-3-8006-5043-9
- Wild Wild Web: Was uns die Geschichte des Wilden Westens über die Zukunft der Digitalen Gesellschaft lehrt Vahlen Verlag, München 2019, ISBN 978-3-8006-5788-9
- Erfolgsfaktor Künstliche Intelligenz: KI in der Unternehmenspraxis Hanser Verlag, München 2020, ISBN 978-3-446-46477-3
- AI Means Business: How to build a smarter company Forsthaus Verlag, St. Michael im Lungau 2020, ISBN 979-8-6819-6512-1
- Lebensfragen: Erinnerungen auf Quora Forsthaus Verlag, St. Michael im Lungau 2021, ISBN 979-8-7165-8014-5

## Preise
- Deutscher Journalisten-Skatmeister (1978)
- Goldene Serviette (gestiftet von Mövenpick, 1987)